# Wallace F. Toronto
Wallace Felt Toronto (ur. 9 grudnia 1907 w Salt Lake City, zm. 10 stycznia 1968 tamże) – amerykański misjonarz i działacz społeczny.

## Życiorys
Urodził się w Salt Lake City, w rodzinie od dawna związanej z Kościołem Jezusa Chrystusa Świętych w Dniach Ostatnich. Jeden z jego dziadków był pierwszym nawróconym na mormonizm Włochem. Służbę misyjną, w mormońskiej kulturze tradycyjną część życiorysu młodych mężczyzn, odbywał początkowo w Misji Niemieckiej, następnie przeniesiony został do utworzonej 24 lipca 1929 Misji Czechosłowackiej.
Po zakończeniu posługi jako misjonarz powrócił do Stanów Zjednoczonych, podejmując studia na University of Utah. Wówczas też zawarł związek małżeński z Marthą Sharp. W 1936 powrócił do Czechosłowacji jako prezydent misji, w której sam uprzednio służył. Początkowo jego prezydentura przebiegała zasadniczo pomyślnie, z rozszerzaniem obecności świętych w dniach ostatnich na podległych mu terenach oraz regularnymi nawróceniami. Napięta sytuacja międzynarodowa szybko wywarła jednak znaczny wpływ na nadzorowaną przezeń pracę misyjną. Po aneksji Czechosłowacji przez nazistowskie Niemcy w marcu 1939 wprowadził usprawnienia w codziennej pracy misyjnej. Zalecił zaprzestania dystrybucji traktatów i pamfletów, polecił ograniczyć nauczanie do zainteresowanych, z którymi kontakt nawiązano już wcześniej. Wzmocnił także wysiłki mające na celu wzmocnienie wiary miejscowych członków Kościoła. Starał się również stosować do regulacji prawnych wprowadzanych przez władze okupacyjne, w tym do ograniczeń wolności zgromadzeń. Na polecenie Pierwszego Prezydium 3 czerwca 1939 zamknął misję, nadzorował następnie ewakuację misjonarzy z kraju. Sam Czechosłowację opuścił kilka dni po pozostających pod jego opieką misjonarzach, 31 sierpnia 1939. II wojnę światową spędził w Utah, gdzie kierował miejscowym oddziałem Czerwonego Krzyża.
Do Czechosłowacji powrócił po zakończeniu działań wojennych, obejmując ponownie kierownictwo tymczasowo reaktywowanej misji (1946). Wydalono go z kraju już jednak w 1950. Po powrocie do kraju rodzinnego posługiwał w radzie afiliowanej przy Kościele Organizacji Młodych Mężczyzn, był też sekretarzem wykonawczym Utah Cancer Society. Pozostał prezydentem Misji Czechosłowackiej aż do swej śmierci w 1968. Utrzymywał kontakty z wiernymi poprzez dyskretną korespondencję. Odwiedził kraj w 1964, na polecenie ówczesnego prezydenta Kościoła Davida O. McKaya, wykorzystując w tym celu wizę turystyczną. Ponownie pojawił się w Czechosłowacji już rok później, spotykając się z czechosłowackimi urzędnikami i próbując uzyskać ponowne przyznanie Kościołowi osobowości prawnej. Jego starania nie przyniosły oczekiwanego rezultatu. Toronto został początkowo aresztowany, później zaś deportowany.
Zmarł w Salt Lake City, w wyniku choroby nowotworowej. Został pochowany na cmentarzu Wasatch Lawn Memorial Park.